# Sebastian Egenhofer
Sebastian Egenhofer (* 1968 in Stuttgart) ist ein deutscher Kunsthistoriker und Professor an der Universität Wien.

## Leben
Sebastian Egenhofer studierte zwischen 1988 und 1989 Malerei an der Staatlichen Akademie der Bildenden Künste Karlsruhe sowie zwischen 1989 und 1995 Kunstgeschichte, Philosophie und moderne deutschsprachige Literatur an der Albert-Ludwigs-Universität Freiburg. Anschließend promovierte Egenhofer in Kunstgeschichte an der Universität Basel, wo er zwischen 2005 und 2007 als wissenschaftlicher Assistent und bis 2011 als Laurenz-Professor für zeitgenössische Kunst tätig war. Von 2012 bis 2013 lehrte Egenhofer an der Universität Wien. Von 2013 bis 2016 hatte er die Professur für moderne und zeitgenössische Kunst an der Universität Zürich inne. Seit 2016 lehrt er als Professor für Neueste Kunstgeschichte an der Universität Wien.
Seine Forschungsschwerpunkte liegen in den Bereichen Abstraktion der klassischen Moderne, Geschichte der Landschaftsmalerei und des Naturbegriffs, neuzeitliche Bildsysteme, die Geschichte der institutionskritischen Kunst seit Marcel Duchamp sowie die Verhältnisbestimmung von Kunst und Philosophie.

## Schriften (Auswahl)
- Abstraktion – Kapitalismus – Subjektivität. Die Wahrheitsfunktion des Werks in der Moderne. Fink, München 2008, ISBN 978-3-7705-4397-7.[3][4][5]
- Produktionsästhetik. diaphanes, Zürich / Berlin 2010, ISBN 978-3-03734-103-2.[6]
- Towards an Aesthetic of Production. diaphanes in Koop. mit Chicago University Press, Zürich / Berlin 2017, ISBN 978-3-03734-885-7.